# Cercopimorpha complexa
Cercopimorpha complexa là một loài bướm đêm thuộc phân họ Arctiinae, họ Erebidae.